# The Plant List
The Plant List (с англ. — «Список растений») — архивный совместный энциклопедический интернет-проект, обеспечивающий доступ к информации о номенклатуре современных (неископаемых) таксонов, относящихся к царству растений. Сайт создан в рамках реализации «Цели № 1 Глобальной Стратегии сохранения растений на 2002—2010 годы» (Target 1 of the 2002—2010 Global Strategy for Plant Conservation) программы ООН Конвенция о биологическом разнообразии.
Данный проект является совместной разработкой Королевских ботанических садов Кью (Великобритания) и Ботанического сада Миссури (США). Открыт в декабре 2010 года (версия 1.0); в конце 2013 года стала доступна версия 1.1 — исправленная, дополненная и последняя.
В настоящее время на основе базы данных сайта The Plant List консорциумом ведущих мировых ботанических институтов запущен аналогичный проект World Flora Online, задачей которого является создание базы данных всех известных представителей флоры. Таким образом, последняя версия проекта The Plant List перестала обновляться и отсылает к заменившему её сайту World Flora Online.

## Структура
Названия растений в базе данных разделены на четыре крупных группы:
- Цветковые (покрытосеменные) растения (Angiospermae, или Magnoliophyta).
- Голосеменные растения, включая
  - Гинкговидные (Ginkgophyta);
  - Гнетовидные (Gnetophyta);
  - Саговниковидные (Cycadophyta);
  - Хвойные (Pinophyta).
- Сосудистые споровые растения (Папоротникообразные), включая
  - Папоротниковидные (Polypodiophyta);
    - Псилотовидные (Psilotopsida);
    - Хвощевидные (Equisetopsida);

  - Плауновидные (Lycopodiophyta).
- Мохообразные, включая
  - Антоцеротовидные (Anthocerotophyta);
  - Моховидные, или Настоящие мхи (Bryophyta);
  - Печёночные мхи (Marchantiophyta).

## Статистика
Всего в базу данных The Plant List (версия 1.1) включено 1 293 685 названий ботанических таксонов, в том числе 1 064 035 названий растений в ранге вида. Число действительных названий в базе: 350 699 названий видов; 17 020 названий родов, 642 названия семейств.
Статистика по группам:
- Цветковые (покрытосеменные) растения — 951 140 названий в ранге вида, из которых действительными являются 304 419 названий; число действительных названий родов цветковых растений — 14 559, семейств цветковых растений — 405[3];
- Голосеменные растения — 4651 названий в ранге вида, из которых действительными являются 1104 названий; число действительных названий родов голосеменных — 88, семейств — 12[4];
- Сосудистые споровые растения — 47 439 названий в ранге вида, из которых действительными являются 10620 названий; число действительных названий родов сосудистых споровых — 587, семейств — 48[5];
- Мохообразные — 60 805 названий в ранге вида, из которых действительными являются 34 556 названий; число действительных названий родов мохообразных — 1822, семейств — 177[6].

Водоросли, грибы и лишайники, хотя они и подпадают под действие Международного кодекса ботанической номенклатуры, в данную базу данных не включены.